# Blood Bowl 2
Blood Bowl 2 è un videogioco strategico fantasy di football americano sviluppato dallo studio Cyanide. È un seguito del gioco Blood Bowl, basato sull'omonimo gioco di miniature della Games Workshop.
Il gioco utilizza un nuovo motore ed elimina la modalità in tempo reale del gioco precedente, diventando solo un gioco a turni. Introduce anche una nuova squadra giocabile, che è stata sviluppata a partire da un regolamento curato dai fan. Il gioco permette di giocare sia in modalità giocatore singolo (campagna usando la squadra umana dei Reikland Reavers) sia in multiplayer.

## Squadre
Ci sono otto razze incluse nella pubblicazione iniziale:
- Umani
- Orchi
- Skaven
- Nani
- Alti Elfi
- Elfi oscuri
- Caos
- Bretonnia

A queste si aggiungono due squadre che possono essere ottenute tramite le pre-ordinazioni per Xbox One (Elfi silvani), PlayStation 4 (Uomini lucertola) e Steam (entrambe).